# Rogožarski IK-3

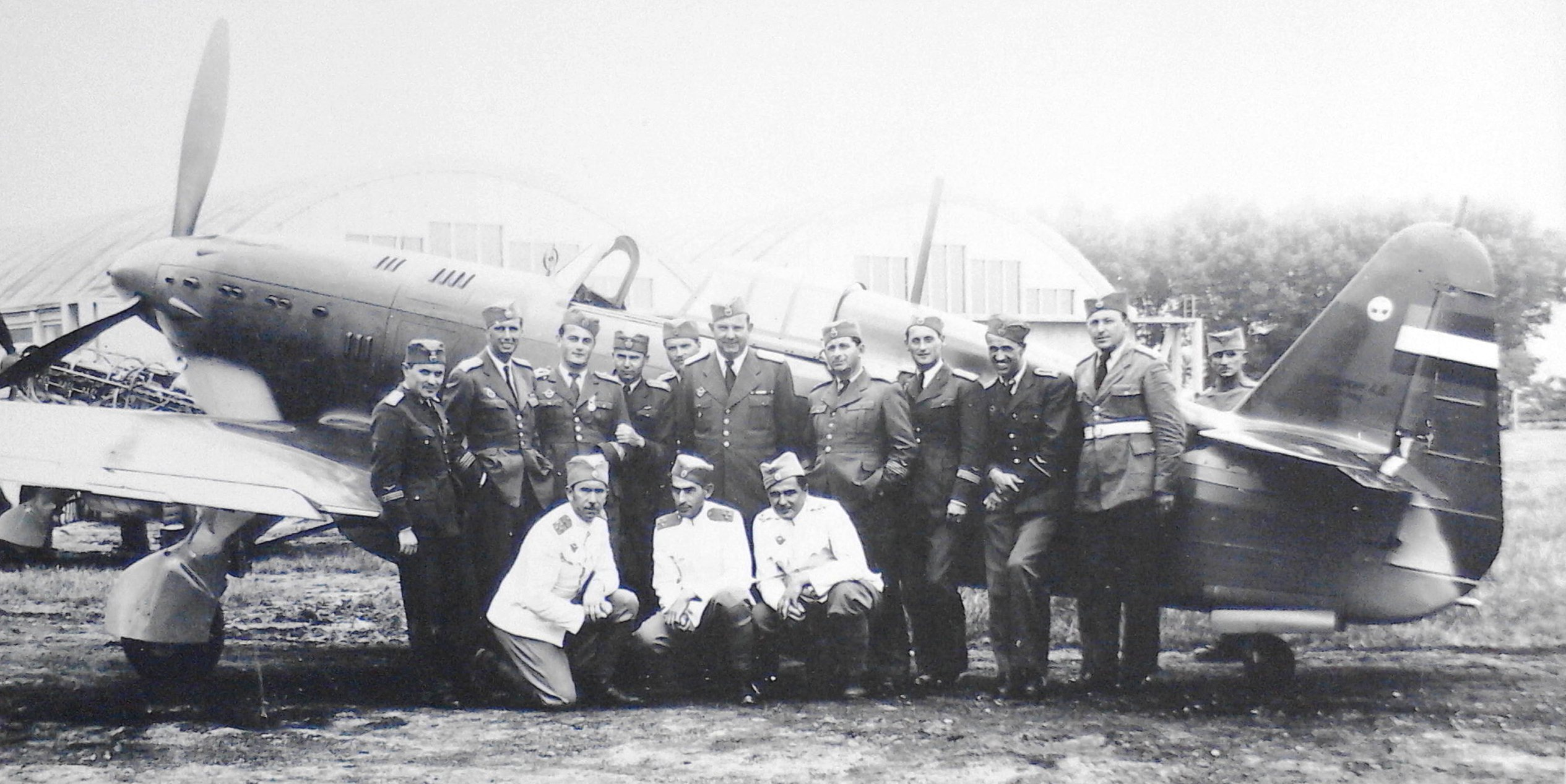
IK 3 ca. 1940

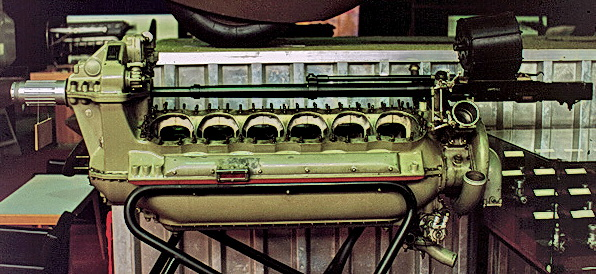
Hispano-Suiza 12Y-29, Motor der Rogožarski IK-3

Die Rogožarski IK-3 (serbisch-kyrillisch Рогожарски ИК-3) war ein einsitziges jugoslawisches Jagdflugzeug der 1930er- und 1940er-Jahre, das in einer geringen Stückzahl produziert wurde.

## Entwicklung
Die Rogožarski IK-3 war ein Entwurf der Flugzeugkonstrukteure Ljubomir Ilić und Kosta Sivčev, denen sich auch der in Frankreich geschulte Flugzeugkonstrukteur Slobodan Zrnić anschloss.
Das Jagdflugzeug war als Kompromiss zwischen der britischen Hawker Hurricane und der deutschen Messerschmitt Bf 109 gedacht. Aufgrund der französischen Schule seiner Konstrukteure und des gleichen Motortyps – des Hispano-Suiza 12Y-29 „Moteur-Canon“ – ähnelte es stark der französischen Morane-Saulnier MS.406.
Das Projekt wurde 1936 dem jugoslawischen Luftwaffenkommando vorgestellt und 1937 mit dem Bau des ersten Prototyps in den Rogožarski-Werken nahe Belgrad begonnen. Der Erstflug fand 1938 statt. Der Prototyp zeigte sehr gute Flugeigenschaften und erreichte eine Geschwindigkeit von bis zu 527 km/h, 40 km/h mehr als die MS.406. Gegen Ende der Flugerprobung ging der Prototyp bei einem Unfall verloren, bei dem der Testpilot starb. Die Untersuchungen der Unfallursache zeigten Verarbeitungsfehler durch die Rogožarski-Werke, weswegen das Projekt weitergeführt und 1939 ein zweiter Prototyp gebaut wurde. Das Serienmodell hatte eine neue Kabine und war mit 8,00 m länger als der Prototyp mit 7,85 m. Die 51. Jagdgruppe der jugoslawischen Luftwaffe, welche die ersten IK-3 einsetzte, flog ebenfalls die Bf 109 E-3a und Hurricane I. Behauptungen zufolge gaben die Piloten der IK-3 den Vorzug, weil sie leichter zu fliegen gewesen sei, auch soll sich die Wartung der Flugzeuge einfacher gezeigt haben. Anfang 1941 erschien die zweite Serie mit einer Länge von 8,10 m und einer geringfügig erhöhten Geschwindigkeit von 535 bis 540 km/h. Die Türkei interessierte sich für einen Lizenzbau, jedoch verhinderte der Zweite Weltkrieg weitere Pläne. Nach dem Krieg wurde aus der IK-3 der erste jugoslawische Nachkriegsjäger Ikarus S-49 entwickelt.

## Konstruktion
Die Rogožarski IK-3 war ein Tiefdecker. Der Rumpf bestand aus einem Stahlgerüst, der vordere Teil war mit Duraluminium und der Rest mit Holz und Stoff bedeckt. Die Tragflächen bestanden aus Holz und waren mit Sperrholz beplankt. Die IK-3 war das erste jugoslawische Flugzeug mit einem Einziehfahrwerk. Die zentral eingebaute Bewaffnung ermöglichte eine sehr präzise Wirkschussweite. Die 20-mm-Kanone des Typs Oerlikon FF/SMK M.39 E.M. bzw. Hispano-Suiza HS.404 (60 Schuss) war im Motor eingebaut und schoss durch die Achse des Propellers, während sich oberhalb des Motors zwei synchronisierte 7,92-mm-MGs des Typs M.38 Browning FN (je 500 Schuss) befanden.
Es wurden ebenfalls Versuche mit den Motoren Daimler-Benz DB 601 und Rolls-Royce Merlin III unternommen, mit letzterem flog die leistungsstärkste IK-3.

## Einsatz
Das erste Los von zwölf Flugzeugen wurde bis Sommer 1940 an die 51. Jagdgruppe nahe Belgrad ausgeliefert. Bei fingierten Luftkämpfen mit der Bf 109 E-3a (seit 1939 im Dienst der jugoslawischen Luftwaffe) wurden entsprechende Taktiken ausgearbeitet. Die IK-3 zeigte sich dabei wendiger als die Bf 109 E, die Bf 109 E flog wiederum etwas schneller. Bis 1942 sollten weitere 48 IK-3 an die jugoslawische Luftwaffe ausgeliefert werden. Mit dem Angriff der Achsenmächte auf Jugoslawien am 6. April 1941 waren lediglich fünf der zwölf ausgelieferten IK-3 einsatzbereit, die zehn Abschüsse von Feindfliegern verzeichneten. Mit der Kapitulation Jugoslawiens zerstörten die Jugoslawen die verbliebenen IK-3. 25 IK-3, die noch in der Bauphase waren und bis Ende 1941 ausgeliefert werden sollten, wurden von den Achsenmächten erbeutet.

## Militärische Nutzung
Jugoslawien
- Königlich jugoslawische Luftwaffe

 Deutsches Reich
- Luftwaffe

## Technische Daten

Dreiseitenansicht

| Kenngröße             | Daten IK-3 (1. Serie)                                              |
| --------------------- | ------------------------------------------------------------------ |
| Besatzung             | 1                                                                  |
| Länge                 | 8,00 m                                                             |
| Spannweite            | 10,30 m                                                            |
| Höhe                  | 3,25 m                                                             |
| Startmasse            | 2630 kg                                                            |
| Höchstgeschwindigkeit | 520 km/h in 5450 m Höhe                                            |
| Steigzeit auf 5000 m  | 7,49 min                                                           |
| Dienstgipfelhöhe      | 9400 m                                                             |
| Reichweite            | 600 km                                                             |
| Triebwerke            | ein Hispano-Suiza HS 12Y29 mit 690 kW (925 PS)                     |
| Bewaffnung            | eine 20-mm-Bordkanone und zwei 7,92-mm-MGs (alle im Flugzeugrumpf) |